# Професія: репортер
Професія: репортер (італ. Professione: reporter) — драма 1975 року.

## Сюжет
Американський репортер Девід Локк подорожує по Сахарі висвітлюючи боротьбу місцевих племен за незалежність. Наступного дня, Девід виявляє сусіда, що живе в номері навпроти, померлим від серцевого нападу. Поміркувавши, Девід вирішує взяти особу загиблого, в надії дізнатися, чим він займався і написати сенсаційний репортаж. Девід змінює фотографії в паспортах, повідомляє менеджеру готелю про смерть якогось Девіда Локка і покидає Африку під новим ім'ям. Знайшовши в записнику загиблого його адресу, Девід приїжджає в Європу і йде на зустріч з якимсь бізнесменом, ще не підозрюючи, до чого це може призвести.

## У ролях
| Актор                | Роль                  |
| -------------------- | --------------------- |
| Джек Ніколсон        | Девід Локк            |
| Марія Шнайдер        | дівчина               |
| Дженні Ранакр        | Рейчел Локк           |
| Ян Хендрі            | Мартін Найт           |
| Стівен Беркофф       | Стівен                |
| Амбруаз Біа          | Ачебі                 |
| Хосе Марія Каффарель | доглядач готелю       |
| Джеймс Кемпбелл      | доктор                |
| Манфред Шпис         | німецький незнайомець |
| Жан-Баптист Т'ємель  | вбивця                |
| Анхель дель Позо     | інспектор поліції     |
| Чарльз Малвехілл     | Девід Робертсон       |